# Hercodera ivorensis
Hercodera ivorensis là một loài bọ cánh cứng trong họ Cerambycidae.